# Monarch of Bermuda
Pour les articles homonymes, voir Arkadia.

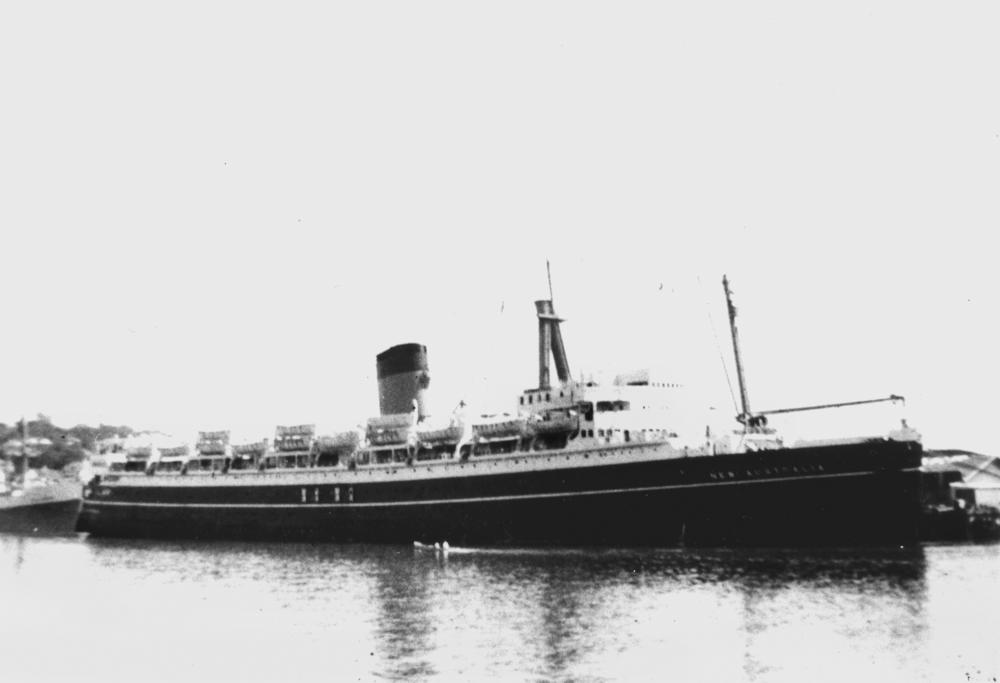
Paquebot portant le non New Australia

Le Monarch of Bermuda est un paquebot.
Le paquebot a aussi porté les noms de New Australia et Arkadia.

## Histoire
En 1931, Vickers-Armstrong de Newcastle-on-Tyne construit le Monarch of Bermuda pour le compte de la Furness Withy Company dont le siège est situé à Hamilton, aux Bermudes. Ce navire déplace 22 250 tonnes et mesure 176,5 m de long sur 23,2 m de large. Ses machines turbo-électriques entraînent quatre hélices. Sa capacité s’élève seulement à 830 passagers de première classe. Il est surnommé « bateau de millionnaires ». 
En novembre 1931, il effectue son voyage inaugural entre New York et Hamilton. La durée moyenne d’une traversée est alors d’une quarantaine d’heures, voire moins, et il effectue souvent deux rotations par semaine. 
En 1939, le navire est requis comme transport de troupes. Il transporte notamment une partie de la 13e DMBLE (13e DBLE) en route pour la Norvège. Il survit à la guerre mais, en mars 1947, alors qu’il est en chantier de refonte et de rééquipement, il est presque complètement détruit par le feu. 
Le ministère des transports britannique rachète l’épave et fait reconstruire le bateau à Southampton avec altération de sa silhouette du fait qu’on ne lui laisse qu’une cheminée. Après l’achèvement des travaux, à la fin de l’année 1949, il est rebaptisé New Australia et il est utilisé pour transporter des émigrants sur la ligne de l’Australie, exploité sous la responsabilité de Shaw, Savill & Albion. Il appareille de Southampton le 15 août 1950, pour son premier voyage vers l’Australie et demeure sur cette ligne jusqu’en 1957. 
En janvier 1958, le ministère des transports le cède à la Greek Line qui, après une refonte à Hambourg, le rebaptise Arkadia. En mai 1958, il commence ses liaisons entre Bremerhaven et Montréal. 
Après un dernier réaménagement en 1961, il est démoli en décembre 1966.